# مریم شیخعلی‌زاده

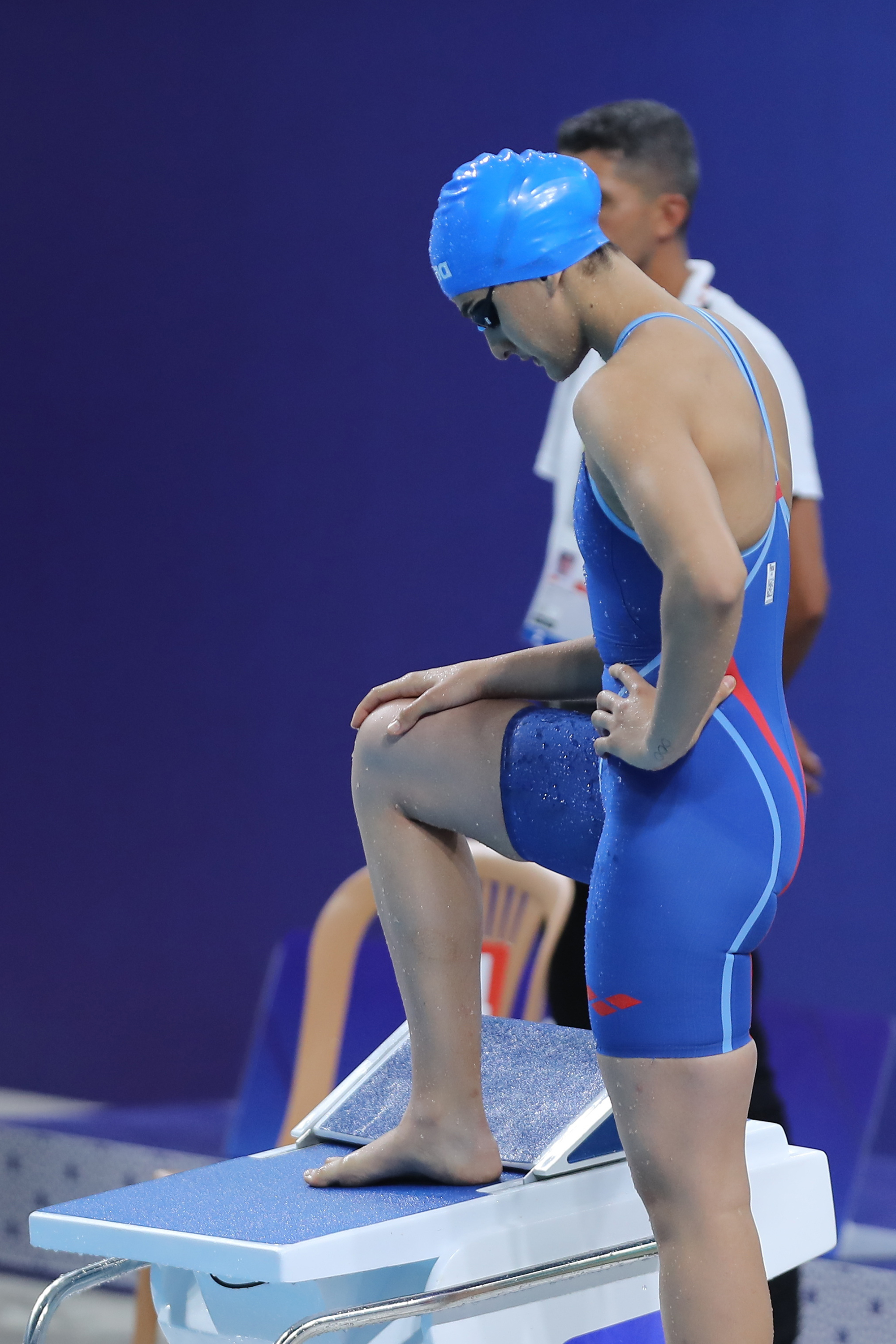
شیخعلی‌زاده در بازی‌های همبستگی اسلامی ۲۰۲۱

مریم شیخعلی‌زاده خانقاه (زادهٔ ۲۸ تیر ۱۳۸۳ در تهران) معروف به مریم شیخعلی‌زاده، شناگر ایرانی و آذربایجانی است. او هم‌اکنون عضو تیم ملی شنای جمهوری آذربایجان است و عنوان نماینده این کشور در مسابقات شنای ۱۰۰ متر پروانه در بازی‌های المپیک تابستانی ۲۰۲۰ شرکت کرده‌است.

## زندگی
مریم در سال ۱۳۸۳ در تهران به دنیا آمد. هنگامی که او ۱۱ سال داشت، توانست دو رکورد ملی مربوط به این بازه سنی را در جام زرین تهران بشکند. در مسابقات جام شهدای آذربایجان در کشورهای اسلامی که در تبریز برگزار شد، در سن ۱۳ سالگی، توانست با تیم ملی ایران سیزده رکورد ملی را در رده سنی زیر ۱۴ بهبود ببخشد. او در اسفند ۱۳۹۷ نیز در مسابقات کشوری توانست دو طلای ۱۰۰ متر آزاد و ۵۰ متر قورباغه را از آن خود کند. از سال ۲۰۱۸ مریم با دعوت فدراسیون شنای جمهوری آذربایجان به عضویت تیم ملی جمهوری آذربایجان درآمد. در مسابقات رم، مریم توانست به فینال مسابقات اروپایی برود، امری که برای نخستین بار برای جمهوری آذربایجان در این ماده اتفاق افتاد. مریم پس از شرکت در رقابت‌های انتخابی المپیک، توانست سهمیه این رشته را کسب کند و به المپیک توکیو برود. او به عنوان اولین زن ایرانی شناخته می‌شود که پس از ۴۳ سال در رشته شنا به المپیک راه‌یافته‌است.
در دوران قبل از المپیک هم مریم در سن ۱۴ سالگی توانست به فینال مسابقات جهانی شنا در دوحه برسد که این اتفاق در نوبه خود شگرف و ارزشمند است.
مریم شیخ علیزاده پس از کسب چند قهرمانی در مسابقات شنای فینا در کشور اسلواکی و لاتویا در شهر ریگا در رنک جهانی فینا قرار دارد.

## بازی‌های همبستگی اسلامی ۲۰۲۱ قونیه
مریم شیخ علیزاده در پنجمین دوره بازی‌های همبستگی کشورهای اسلامی به دو مدال دست یافت.
مدال نقره ۵۰ متر پروانه و مدال برنز ۱۰۰ متر پروانه که لازم است ذکر شود این اتفاق برای اولین بار در تاریخ شنای کشور جمهوری آذربایجان رقم می‌خورد و به نوبه خود شگرف و با اهمیت است.